# 安庆耶稣圣心主教座堂
安庆耶稣圣心主教座堂是位于安徽省安庆市锡麟街的一座天主教堂，前天主教安庆总教区的主教座堂。

## 历史
1866年，法国耶稣会荣神父来到安庆，在城内黄家狮（今孝肃路与锡麟街交汇处）开始兴建教堂，到1872年，金式玉、韩伯禄两神父完成。院内的圣心教堂座北朝南。
1929年2月21日，罗马教廷设立安庆宗座代牧区，管辖中华民国安徽省西部教务，有教徒近3万人，由西班牙耶稣会神父负责。该堂成为主教座堂。
1949年，有59名外国传教士留在安庆教区。1957年反右斗争开始后，天主教活动被禁止。1983年，耶稣圣心主教座堂整修后恢复宗教活动。1989年，市区信徒有30多人。1997年，恢复安庆教区。2000年，市区教友增至350人，其中常进教堂的80人左右。
1995年7月，安庆天主堂被列为安庆市文物保护单位。2004年5月，被列为安徽省文物保护单位。2013年，升格为全国重点文物保护单位。